# Olena Schablij
Olena Anatolijiwna Schablij (ukrainisch Олена Анатоліївна Шаблій; * 21. Dezember 1975 in Kiew, Ukrainische SSR) ist eine ukrainische Sprach- und Übersetzungswissenschaftlerin. Sie lehrt als Universitätsprofessorin für Rechtsdeutsch am Department für Fremdsprachen der Juristischen Fakultät der Universität Kiew.

## Leben
Olena Schablij studierte Germanistik, Anglistik und Translationswissenschaften an der Nationalen Taras-Schewtschenko-Universität Kiew. Nach ihrer Diplomprüfung 1998 war sie an der Universität Kiew in der Lehre Übersetzen und Dolmetschen sowie Deutsch als Fremdsprache tätig. Gleichzeitig betrieb sie übersetzungs- und dolmetschwissenschaftliche Forschung und qualifizierte sich in der Translationswissenschaft: Promotion 2002, Habilitation 2013. Darüber hinaus sammelte sie ab 1996 vielfältige Praxiserfahrungen außerhalb der Universität, zunächst freiberuflich und ab 2013 als Leiterin des Übersetzungsbüros „Zentrum für interkulturelle Fachkommunikation und Terminologieangleichung“ beim Unternehmen Science Park.

Heute ist Olena Schablij als Professorin am Department für Fremdsprachen der juristischen Fakultät der Universität Kiew tätig. Dabei engagiere sie sich für Wissenschaftstransfer in die Praxis und interdisziplinären Wissenschaftsdialog, indem sie seit 2010 bei der jährlichen internationalen Sommerschule Recht in Deutschland fachsprachliche Weiterbildungskurse leitet sowie 2015 die internationale Herbstschule für Rechtsübersetzen gegründet hat, deren konzeptionelle Leitung und Organisation sie innehat. Seit 2013 betreut sie u. a. internationale Projekte der Juristischen Fakultät und des Zentrums des deutschen Rechts der Nationalen Taras-Schewtschenko-Universität Kiew und des Science Park mit dem Schwerpunkt interdisziplinäre Fachkommunikation.

## Mitgliedschaften
- Präsidentin des Deutsch-ukrainischen rechtswissenschaftlichen Dialogs e.V.[5] (seit Januar 2015)
- UKRainian Academic International Network e.V.
- Gesellschaft für deutsche Sprache e.V.
- Projekt „Datenbank für deutsche Rechtsterminologie in ukrainischer Sprache“.

## Forschung
- kontrastive Fachsprachenforschung
- Rechtsübersetzung
- Translationstheorie
- Dolmetschwissenschaft
- translationsrelevante Landeskunde.

## Publikationen (Auswahl)
Monografien
- Weißbuch zur Reform der ukrainischen Juristischen Ausbildung: Deutsch-ukrainische Erfahrungen /Herausgeber: Roman Melnik, Olena Schablij, Bernhard Schloer, Nationale Taras-Schewtschenko-Universität Kiew, 2015. 344S. (Ukrainisch, Deutsch)
- Deutsch-ukrainische Rechtsübersetzung: Methoden, Probleme, Perspektiven (in ukrainischer Sprache: Шаблій О.А. Німецько-український юридичний переклад: методологія, проблеми, перспективи: [монографія] / О.А. Шаблій. – Ніжин: Видавець ПП Лисенко М.М.), 2012. 320 S.
- Übersetzung von Rechtstexten (in ukrainischer Sprache: Переклад юридичних текстів (на матеріалі правничих термінологічних систем ФРН та України)) : Навч. посібник рекомендовано Міністерством освіти і науки України як навальний посібник для студентів вищих навчальних закладів. Київ: ВЦ "Київський університет", 2008. 247 S.

Aufsätze und Konferenzbeiträge
- Deutsch-ukrainische juristische Datenbank. Mitarbeit erwünscht (gemeinsam mit Doris Maidanjuk und Bernhard Schloer). In: MDÜ. – 2018. – Nr. 6. – S. 16 – 19. https://www.bdue-fachverlag.de/detail_mdueheft/85
- Deutsch-ukrainische juristische Datenbank in der Arbeit von Juristen und Juralinguisten (in ukrainischer Sprache): Німецько-українська юридична база (ЮНУБ) у роботі юриста та юрислінгвіста // Українська мова в юриспруденції: стан, проблеми, перспективи [Текст] : матеріали XIV Всеукр. наук.-практ. конф. (Київ, 29 листоп. 2018 р.) : у 2 ч. / [редкол.: В.В.Чернєй, С.Д.Гусарєв, С.С.Чернявський та ін.]. – Київ : Нац. акад. внутр. справ, 2018. – Ч. І. – С. 37 – 40.
- Der deutsch-ukrainische rechtswissenschaftliche Dialog: gestern–heute–morgen (gemeinsam mit Bernhard Schloer) // Europäisierung der ukrainischen Juristenausbildung Dokumentation einer Tagung im Rahmen des Deutsch-ukrainischen rechtswissenschaftlichen Dialogs e.V. (Teilband 1: Deutsche Fassung), Thomas Mann (Hrsg.). Universitätsdrucke Göttingen, 2016. S. 17–21.
- Rechtsübersetzung in der modernen Rechtspraxis (in ukrainischer Sprache:  Юридичний переклад у сучасній юридичної діяльності // Актуальні питання державотворення в Україні : матеріали Міжнародної науково-практичної конференції (20 травня 2016 року) / Редкол.: д.ю.н. І. С. Гриценко (голова), к.ю.н. І. С. Сахарук (відп. ред.) та ін. – В 3-х томах. Том 3. К.: ВПЦ «Київський університет»), 2016. 304 S.
- Translation or Transplantation? (Modern Risks of Ukrainian Legal Translation) Präsentation auf der internationalen Internet-Konferenz „Dialogue of Languages - Dialogue of Cultures. Ukraine and the World 2015“, die mit dem 1. Preis ausgezeichnet wurde (München, Dezember 2015)
- Erscheinungen und Spezifika von Stress beim Konsekutiv- und Simultandolmetschen. Erscheint auf Russisch in: Studia Linguistica: Збірник наукових праць. – Київ: ВПЦ «Київський університет».
- The Legal Translation of the Names of Central and Local Authorities of the Federal Republic of Germany into Ukrainian // Jahrbuch der IV. Internationalen virtuellen Konferenz der Ukrainistik "Dialog der Sprachen - Dialog der Kulturen. Die Ukraine aus globaler Sicht" Reihe: Internationale virtuelle Konferenz der Ukrainistik. Bd. 2013 Herausgegeben von Olena Novikova, Peter Hilkes, Ulrich Schweier. Verlag Otto Sagner, München - Berlin, 2014. S. 271–279.
- Die Textsorte Gesetz in der Systematik der bilateralen Rechtsübersetzung am Beispiel des deutschen und ukrainischen Verfassungstextes // Osteuropa Recht : Fragen zur Rechtsentwicklung in Mittel- und Osteuropa sowie den GUS-Staaten, 59. Jahrgang, Heft 4/2013, „Eurasische Integration“, S. 444–459.
- Übersetzung offizieller Dokumente – Transfer zwischen deutscher und ukrainischer Rechtskultur // Internationale virtuelle Konferenz der Ukrainistik "Dialog der Sprachen - Dialog der Kulturen. Die Ukraine aus globaler Sicht" Reihe: Internationale virtuelle Konferenz der Ukrainistik, herausgegeben von Olena Novikova, Peter Hilkes, Ulrich Schweier. Verlag Otto Sagner, München - Berlin, 2013. S. 519–531.
- Funktionen der Rechtsübersetzung im Dialog der deutschen und ukrainischen Rechtskulturen In: Internationale virtuelle Konferenz der Ukrainistik "Dialog der Sprachen - Dialog der Kulturen. Die Ukraine aus globaler Sicht" Reihe: Internationale virtuelle Konferenz der Ukrainistik. Bd. 2011. Herausgegeben von Olena Novikova, Peter Hilkes, Ulrich Schweier. Verlag Otto Sagner, München - Berlin, 2012. + [Електронний ресурс] — Режим доступу: http://www.ukrainistik-konferenz.slavistik.lmu.de/wp-content/uploads/Olena_Shabliy.pdf
- Rechtsübersetzung in modernen Rechtsordnungen und -kulturen. In: Translationswissenschaftlicher Nachwuchs forscht (Forum Translationswissenschaft 17). Zybatow, Lew N. / Ustaszewski, Michael (Hrsg.) Frankfurt am Main u. a.: Peter Lang, 2012. S. 71–88.
- Ukrainische Urkundenübersetzung: Zur Frage der Gültigkeit auf dem deutschen Hoheitsgebiet (in ukrainischer Sprache: Які переклади документів є дійсними на території Федеративної Республіки Німеччина?) In: Філологія XXI століття: теорія, практика, перспективи : матеріали Міжнародної науково-практичної Інтернет-конференції, яка присвячена 15-річчю Національного університету «Одеська юридична академія» та 165-річчу Одеської школи права / за ред. Дрьомін В. М. – Одесса: Фенікс, 2012. S. 144–146.
- Konzepte Gerechtigkeit, Billigkeit und Rechtmäßigkeit in den deutschen und ukrainischen Rechtssprachen: kultur- und übersetzungsbezogene Aspekte (in ukrainischer Sprache: Поняття „справедливість“, „законність“ і „правосуддя“ у німецькій та українській правничих мовах (лінгвокультурні та перекладознавчі аспекти)) In: Мовні та концептуальні картини світу: Збірник наукових праць. Вип. 34., част. 3. Київ: ВПЦ «Київський університет», 2011. S. 316–323.
- Deutsche unbestimmte Rechtsbegriffe in der ukrainischen Rechtsübersetzung (in ukrainischer Sprache: Невизначені правові поняття Федеративної Республіки Німеччина в українському юридичному перекладі) In: Мова і культура. (Науковий журнал). К.: Видавничий дім Дмитра Бураго, 2011. Вип. 14. Т. IV (150). S. 409–420.
- Gemeinsame Aufgaben von Rechtsvergleichung und Rechtsübersetzung: am Beispiel der deutschen Übersetzung des ukrainischen Gesetzentwurfes von 1932 „Über die Gerichte in Verwaltungssachen“ (in ukrainischer Sprache: Спільні завдання порівняльного правознавства і юридичного перекладознавства (на прикладі перекладу німецькою мовою Проекту закону 1932 р. „Про суди в адміністративних справах“)) In: *Проблеми порівняльного правознавства: збірник тез наукових доповідей ІІІ Міжнародної наукової конференції „Компаративістські читання“ / за ред. Ю.С. Шемшученка, О.К. Маріна, І.С. Грищенка; упор. О.В. Кресів, І.М.Ситар. К., Львів: ЛьвДУВС, 2011. S. 91–93.
- Rechtsübersetzung als Fach (in ukrainischer Sprache: Юридичний переклад як фах) In: Формула компетентності перекладача: Матеріали міжнародної науково-методичної конференції. 24 березня 2010 р. К.: НТУУ «КПІ». S. 67–68.
- Unterschiede zwischen den Konzepten ukr. "право" und dt. "Recht" in der ukrainischen und der deutschen Rechtskultur als Übersetzungsproblem (in ukrainischer Sprache: Розбіжності між концептами право в українській та Recht – у німецькій правових культурах як проблема перекладу) In: Мовні та концептуальні картини світу: Збірник наукових праць. Вип. 30, - Київ: Видавничий Дім Дмитра Бураго, 2010. S. 244–248. [Електронний ресурс] — Режим доступу: PDF
- "Falsche Freunde" der deutsch-ukrainischen Rechtsübersetzung (am Beispiel terminologischer Gegenüberstellungen von dt. Jurisdiktion – ukr. юрисдикція und dt. Kompetenz – ukr. компетенція) (in ukrainischer Sprache: «Фальшиві друзі» німецько-українського юридичного перекладу (на прикладі термінопар Jurisdiktion – юрисдикція та Kompetenz – компетенція)) In: Мова і культура. (Науковий журнал). – К.: Видавничий дім Дмитра Бураго, 2010. Вип. 13. Т. II (138). S. 397–404.
- Übersetzungsbezogener Vergleich von Fachbezeichnungen Urkunde, Akte, Abschrift, Urschrift und ukr. «документ», «акт», «копія», «оригінал» in der deutschen und der ukrainischen Rechtssprache(in ukrainischer Sprache:Перекладознавче зіставлення термінів на позначення понять «документ», «акт», «копія», «оригінал» в українській та німецькій правничих мовах) In: Прикладна лінгвістика та лінгвістичні технології: MegaLing-2010: Зб. наук. пр. /НАН України. Укр. мовн.-інформ. фонд. Таврійськ. нац. ун-т ім. В. І. Вернадського; За ред. В. А. Широкова. К.: Довіра, 2011. 527 S. – Укр., рос., англ. S. 479–488
- Übersetzung deutscher juristischer Wörter mit der Wurzel -bind- ins Ukrainische (morphologische, lexikalische und syntaktische Transformationen) (in ukrainischer Sprache: Переклад німецької юридичної лексики із коренем -bind- українською мовою (морфолого- та лексико-синтаксичні трансформації у юридичному перекладі)) In: Українська наукова термінологія : зб. матеріалів наук.-практ. конф. ["Українська наукова термінологія. Суспільні та гуманітарні науки"], (Київ, 12 листоп. 2010 р.). К.: Наук. думка, 2010.- № 3. S. 108–117.
- Qualitätsstandards bei der Übersetzung deutscher Rechtstexte (in ukrainischer Sprache: Стандарти якості у перекладі німецьких юридичних текстів) In: Мовні та концептуальні картини світу: Збірник наукових праць. Вип. 26., част. 3. - Київ: Видавничий Дім Дмитра Бураго, 2009. S. 295–298.
- Terminologische Konstituenten lateinischer Herkunft offiziell, publik, zivil (ukr. офіційний, публічний und цивільний) als "falsche Freunde des Übersetzers (aus dem Ukrainischen ins Deutsche) (in ukrainischer Sprache: Терміноелементи-латинізми "офіційний", "публічний" та "цивільний" як "псевдодрузі перекладача" (у перекладі з української на німецьку мову)) In: Studia Linguistica: Збірник наукових праць. Вип. 2, Київ: ВПЦ «Київський університет», 2009. S. 370–377.
- Schwierigkeiten der Übersetzung aus dem Ukrainischen ins Deutsche von terminologischen Konstituenten «держава/державний», «громада/громадський», «суспільство/суспільний» (in ukrainischer Sprache: Труднощі перекладу з української на німецьку мову терміноелементів «держава/державний», «громада/громадський», «суспільство/суспільний») In: Науковий вісник чернівецького університету: Збірник наукових праць. Вип. 441-443. Германська філологія. Чернівці: «ЧНУ», 2009. S. 281–286.
- Zur Frage über den Umfang und Grenzen der ukrainischen und deutschsprachigen juristischen Fachsprachen (in ukrainischer Sprache: До питання про обсяг і межі української та німецькомовних фахових мов права) In: Прикладна лінгвістика та лінгвістичні технології: MegaLing-2009: Зб. наук. пр. /НАН України. Укр. мовн.-інформ. фонд. Таврійськ. нац. ун-т ім. В. І. Вернадського; За ред. В. А. Широкова. К.: Довіра, 2009. 527 S. Укр., рос., англ. S. 479–488.